# 上田巴士
上田巴士株式会社（日语：上田バス株式会社）是在日本长野县上田市运营巴士的巴士公司。 过去是东急集团旗下的上田交通的子公司。

## 关联公司
上田巴士的前身是于1987年2月设立的上田观光巴士。同年4月开始运营。之后，接管大型包租巴士和共享巴士业务，扩大规模，于2000年8月成为“上电巴士”。2009年10月，脱离东急集团和上田交通，改称为“上田巴士”。